# Remo Scheuner
Remo Scheuner (* 1996) ist ein Schweizer Unihockeyspieler. Er steht beim Nationalliga-A-Vertreter UHC Thun unter Vertrag.

## Karriere
Scheuner begann seine Karriere beim UHT Eggiwil und spielte dort bis im Frühling 2015 in der U21-Mannschaft. 2015 wechselte er in die U21-Mannschaft des UHC Thun. In den Play-outs der Saison 2015/16 kam er erstmals für die erste Mannschaft zum Einsatz. In der folgenden Saison konnte er vier Partien in der höchsten Schweizer Spielklasse absolvieren. Auf die Saison 2017/18 wurde er fix in das Kader der ersten Mannschaft befördert.